# Михан (святой)
Михан (даты жизни неизвестны) — святой из Дублина, память 25 августа.
О св. Михане (Michan) ничего не известно кроме того, что в Дублине имеется храм, освящённый во его имя. В этом храме упокоеваются нетленные мощи норманнских рыцарей. Сам храм захвачен протестантами со времён реформации.